# Sarah Charlesworth
Sarah Charlesworth (29 de marzo de 1947 - 25 de junio de 2013) fue una artista conceptual y fotógrafa estadounidense. Nació en East Orange, Nueva Jersey. 

## Biografía
Charlesworth nació en East Orange, Nueva Jersey. Obtuvo una Licenciatura en Artes en el Barnard College en 1969; también estudió, entre otros, con Douglas Huebler en Bradford College. Su proyecto de tesis de licenciatura, una obra de arte conceptual sin texto, fue un estudio de 50 copias del Museo Solomon R. Guggenheim.
Tras completar sus estudios, colaboró brevemente con la fotógrafa Lisette Model en La Nueva Escuela. Más tarde, trabajó como fotógrafa independiente. En 1975, Charlesworth y su compañero, el artista conceptual Joseph Kosuth, fundaron The Fox, una revista dedicada a la teoría del arte, pero la revista sólo permaneció en publicación hasta 1976. Ella es considerada parte de The Pictures Generation, un grupo flojo-unión de los artistas que trabajan en Nueva York a finales de 1970 y principios de 1980, todos los cuales estaban interesados en cómo las imágenes dan forma a nuestra vida cotidiana y a la sociedad en su conjunto.